# Rafał Jonkisz
Rafał Jonkisz (sinh ngày 14 tháng 9 năm 1997, Rzeszów) là người mẫu thời trang nam Ba Lan, diễn viên nhào lộn và nhân vật truyền hình. Anh giữ danh hiệu Nam Vương Ba Lan 2015.

## Cuộc đời và sự nghiệp
Rafał Jonkisz sinh ngày 14 tháng 9 năm 1997 tại Rzeszów (một thành phố ở đông nam Ba Lan). Năm 2016, anh tốt nghiệp trường trung học Krzysztof Kamil Baczyński ở Rzeszów. Năm 2018, anh bắt đầu theo học tại Đại học Sinh thái và Quản trị ở Warszawa.
Rafał Jonkisz bắt đầu học nhào lộn khi mới chỉ tuổi 13. Huấn luyện viên đầu tiên của anh là Jolanta Brudny. Năm 2014, anh biểu diễn nhào lộn tại lễ khai mạc Giải vô địch bóng chuyền nam FIVB 2014 được tổ chức tại thủ đô Warszawa. Anh từng là Á quân tại Giải vô địch khiêu vũ thế giới năm 2014. Cùng năm đó, anh cùng với Sebastian Kamiński tham gia chương trình Mam talent! mùa 7 (một chương trình tìm kiếm tài năng). Năm 2015, anh cùng Kamil Knut và Norbert Hawryluk thành lập nhóm nhào lộn FlyBoys. Tháng 12 năm đó, anh giành được danh hiệu Nam Vương Ba Lan 2015. Anh đại diện cho Ba Lan tham dự Nam Vương Thế Giới 2016 (Mister World 2016). Rafał Jonkisz lọt vào TOP 10 và giành chiến thắng trong Thử thách tài năng và sáng tạo.
Rafał Jonkisz tham gia nhiều chương trình giải trí khác nhau như Dancing with the Stars: Taniec z gwiazdami (2016), Agent (2019) và Ninja Warrior Ba Lan. Năm 2020, anh tham gia chương trình Dance, Dance, Dance mùa thứ 2.
Năm 2019, anh và Sebastian Chłodnicki cho ra mắt thương hiệu quần áo mới mang tên Balmora.

## Đời tư
Rafal có ba anh chị em: chị gái Sylwia, em gái Magda và em trai Krzysztof. Cha anh qua đời khi anh 13 tuổi. Anh công khai bày tỏ sự ủng hộ của mình đối với quyền của LGBT.